# Irwin Keyes
Pour les articles homonymes, voir Keyes.
Irwin Keyes, né à New York le 16 mars 1952 et mort à Los Angeles le 8 juillet 2015, est un acteur américain qui est apparu dans plusieurs films et émissions de télévision, connu pour son rôle récurrent de Hugo, le garde du corps de George Jefferson, dans la sitcom de CBS The Jeffersons.
Selon son manager, Irwin Keyes serait mort de complications de son acromégalie.

## Filmographie partielle

### À la télévision
- 1981 : The Jeffersons : Hugo Mojelewski
- 1982 : Police Squad : Luca Burnett
- 1987 : Mariés, deux enfants (Married... with Children) : Mr Hugo (1 épisode)
- 1989 : Quoi de neuf docteur ? (Growing Pains) : Jeff (1 épisode)
- 1992 : Les Contes de la crypte (Tales from the Crypt) : Figure (1 épisode)
- 1992 : On the Air : Shorty the Stagehand (7 épisodes)
- 1995 : Le Retour de Max la Menace, aussi Max la Menace (Get Smart) : Agent 0 / Drowning Victim (1 épisode)
- 2007 : Les Experts (CSI: Crime Scene Investigation) : Russ Beauxdreaux (saison 8 1 épisode)

### Au cinéma
- 1978 : Manny's Orphans : Shove
- 1978 : Team-Mates : Big Frank
- 1979 : Bloodrage : Pimp in Hallway
- 1979 : Les Guerriers de la nuit de Walter Hill : Policier
- 1979 : Nocturna : Transylvanien
- 1979 : Squeeze Play : Bouncer
- 1979 : The Prize Fighter : Flower
- 1980 : Deux Débiles chez le fantôme (The Private Eyes) : Jock
- 1980 : Vendredi 13 de Sean S. Cunningham : Busboy
- 1980 : Le Droit de tuer (The Exterminator) : Bobby
- 1980 : Stardust Memories : Fan Outside Hotel
- 1981 : Lovely But Deadly : Gommorah
- 1982 : Zapped! : 'Too Mean' Levine
- 1983 : Les Anges du mal (Chained Heat) : Lorenzo
- 1984 : Exterminator 2 : Monster
- 1987 : Kandyland : Biff
- 1987 : Nice Girls Don't Explode : Cocker
- 1987 : Death Wish 4: The Crackdown : le chauffeur de Bauggs
- 1988 : Frankenstein General Hospital : le monstre
- 1990 : Down the Drain : Patrick
- 1990 : Delirium (Disturbed) de Charles Winkler : Pat Tuel
- 1991 : Guilty as Charged : Deek
- 1991 : Adventures in Dinosaur City : Guard #1
- 1991 : Motorama : Hunchback Attendant
- 1993 : Une épouse trop parfaite (Dream Lover) : Officer
- 1994 : Il silenzio dei prosciutti : Guard
- 1994 : Oblivion : Bork
- 1994 : La Famille Pierrafeu (The Flintstones) : Joe Rockhead
- 1995 : Timemaster : Orphanage Aide
- 1996 : Oblivion 2: Backlash : Bork
- 1997 : Enquête en enfer (Asylum) : Screaming Patient
- 1998 : The Godson (en), de Bob Hoge : Tracy Dick
- 1999 : Tequila Body Shots : Jailman #1
- 2000 : Les Pierrafeu à Rock Vegas (The Flintstones in Viva Rock Vegas) : Joe Rockhead
- 2001 : Perfect Fit : Convict / Otto
- 2002 : Legend of the Phantom Rider : Bigfoot
- 2003 : La Maison des mille morts (House of 1000 Corpses) : Ravelli
- 2003 : Intolérable Cruauté (Intolerable Cruelty) : Wheezy Joe
- 2005 : Neighborhood Watch : Vernon
- 2005 : ShadowBox : Mechanic
- 2006 : Petits Suicides entre amis (Wristcutters: A Love Story) : Stiff Drinks Bartender
- 2006 : Sent : Judas
- 2006 : El Mascarado Massacre : The Stranger
- 2007 : Careless : Woodsman Bob
- 2008 : The Urn : Albert
- 2009 : Black Dynamite : Henchman
- 2009 : Mansfield Path : Reeper
- 2010 : Dahmer vs. Gacy : Dr. Pruitt
- 2011 : Evil Bong 3D: The Wrath of Bong de Charles Band : le tueur
- 2011 : Ham Sandwich : Hunchback
- 2012 : The Board Room : Chris (The Flintstones) (The Flintstones)
- 2012 : The Master and Me : Ygor
- 2013 : Half-Life: Raise the Bar : Guard
- 2013 : Dead Kansas : Giant
- 2014 : Catch of the Day : Kletus Thorne
- 2015 : Portend : Sebastian (en post-production)